# 秦九韶
秦九韶（1208年—1261年），字道古，鲁郡人，南宋数学家。著作有《数书九章》，其中的大衍求一术（一次同余方程组问题的解法，也就是现在所称的中国剩余定理的历史解法）和秦九韶算法（高次方程正根的数值求法）是有世界意义的重要贡献。

## 生平
秦九韶的籍贯是鲁郡（今山东省济宁市兖州区、曲阜一带），祖上世代为官。父亲秦季槱（yǒu／ㄧㄡˇ）字宏父，是四川普州（现安岳县）人，曾知潼州府、任职秘阁。嘉定二年（1208年)，秦九韶生于普州，（今四川安岳）是家里的第二个儿子。嘉定五年（1212年），秦季槱任巴州知州。嘉定十二年（1219年），兴元军士权兴等叛乱，秦季槱守巴州失陷，秦九韶随父亲回到临安（今杭州）。嘉定十五年后，秦季槱擢升工部郎中、秘书少监兼国史院编修官、实录检讨官。由于父亲是掌管各项工程、屯田、水利、交通的工部郎中，又任国史院官职，掌管各类经籍图书，少年的秦九韶得以接触学习各类知识。他生性聪颖，对当时的种种学问，如星象、音乐、算术以及建筑学等无一不学，并专研甚深。他还曾经向当时的隐士求教，学习数学。
十八岁时在乡里为义兵首领。绍定二年（1229年）十月，秦九韶擢某县县尉。端平三年（1236年）一月，秦九韶擢升湖北蕲州（今湖北蕲春县）通判。嘉熙元年（1237年）秋，秦九韶知和州（今安徽和县）。嘉熙二年（1238年），秦季槱逝世，秦九韶回临安吊丧。吊丧期间曾在杭州西溪上设计修建一座桥，后来被朱世杰命名为“道古桥”。
南宋理宗淳祐四年（1244年）八月，秦九劭在建康府（今江苏江宁县）任職通直郎，十一月因母去世离任，回浙江湖州吊丧。在此期间，他将自己潜心研究的各种实践中的数学成果集撰成书。淳祐七年（1247年）九月，在湖州完成了《数书九章》（当时称为《数学大略》）十八卷，自述“历岁遥塞，荏苒十禩”。宝祐二年（1254年）到建康出任沿江制置司参议。一說秦九韶为人阴险，为官贪暴，劣迹甚多。又由於卷入南宋统治集团激烈的内部斗争中，其宦途颇多跌宕。贾似道专权，排斥异己，吴潜失势。秦九韶作为吴潜党人受到株连。宝祐六年（1258年）出任琼州守，南宋理宗景定元年（1260年）出任梅州（今广东梅县）守，后卒于梅州。根據《宋史》無傳描述他在政治上被傳述為腐敗又殘暴的人，會對敵人仇家下毒以謀取自身利益，因此被調職多次，更因此富有。

## 数学成就
秦九韶的数学成就基本表现在他写的《数书九章》之中。然而，这本书在当时并没有引起大的影响，稍后的杨辉、朱世杰都没有引征过秦九韶的成果。《数书九章》的主要内容偏重于数学的应用方面，全书八十一道题目都是结合当时的实际需要提出的问题。

### 大衍求一術
大衍求一术是一次同余方程组问题的核心解法，现在叫做中國剩餘定理。一次同余方程组问题的求解始于《孙子算经》中的“今有物不知数”问题。例如《孙子算经》中的原题是：
有物不知其数，三三数之剩二，五五数之剩三，七七数之剩二。问物几何？
用现代的数学语言表述一般的“物不知数”问题，就是：
已知一些两两互素的正整数{\displaystyle m_{1},m_{2},\ldots ,m_{n}}，以及一个正整数{\displaystyle x} 满足：
{\displaystyle \left\{{\begin{matrix}x\equiv a_{1}{\pmod {m_{1}}}\\x\equiv a_{2}{\pmod {m_{2}}}\\\vdots \qquad \qquad \qquad \\x\equiv a_{n}{\pmod {m_{n}}}\end{matrix}}\right.}
求{\displaystyle x} 的值。
在《数书九章》第一卷的“大衍总术”中，秦九韶将{\displaystyle m_{1},m_{2},\ldots ,m_{n}} 称为定数，将它们的总乘积{\displaystyle M=m_{1}m_{2},\ldots m_{n}} 称为衍母，再将衍母除以各个定数所得到的商：{\displaystyle M_{i}={\frac {M}{m_{i}}}} 称为衍数。接下来他将满足{\displaystyle k_{i}M_{i}\equiv 1{\pmod {m_{i}}}} 的正整数{\displaystyle k_{i}} 称为乘率，只要知道了各个乘率{\displaystyle k_{i}} ，就可以得到方程组的解：
{\displaystyle x=\sum _{i=1}^{n}a_{i}k_{i}M_{i}}
而计算乘率的方法就是大衍求一术。秦九韶完整地叙述了“大衍求一术”，其实质是辗转相除法的应用。于是，针对同余模数两两互素的情况，秦九韶得到了系统的解法，在模数不是两两同余时，需要将定数修正（剔除公因数）以应用大衍求一术。由于没有素因数分解的概念，秦九韶用了一些技巧来修正定数以使用大衍求一术。
1801年，高斯系统地解决了一元不定方程组的问题，其方法和秦九韶是一样的。

### 秦九韶算法

秦九韶解

秦九韶算法是一个求一元高次方程的数值解的通用算法，是对贾宪的增乘开方术的改进。13世纪，中国数学家关于开方术的著作很多，但大多散佚，而现传于世的李冶和朱世杰的著作中并没有开方的详细演算步骤。因此，《数书九章》中的“正负开方术”是了解当时解高次方程方法的重要依据。在《数书九章》中，开方法得到极大完善，利用随乘随加的方法得到方程的根。秦九韶的算法中规定“实常为负”。这里的“实”指的是方程中常数项的系数。实际上，秦九韶将方程写作{\displaystyle f(x)=0}，以便统一解决，这是以往的开方术中没有的。所求的方根是无理数时，刘徽曾经首创继续开方，用十进小数来近似表示方程的根的方法。然而这种方法并没有得到后人的重视，直到秦九韶重新采取这种方法。

### 三斜求積術

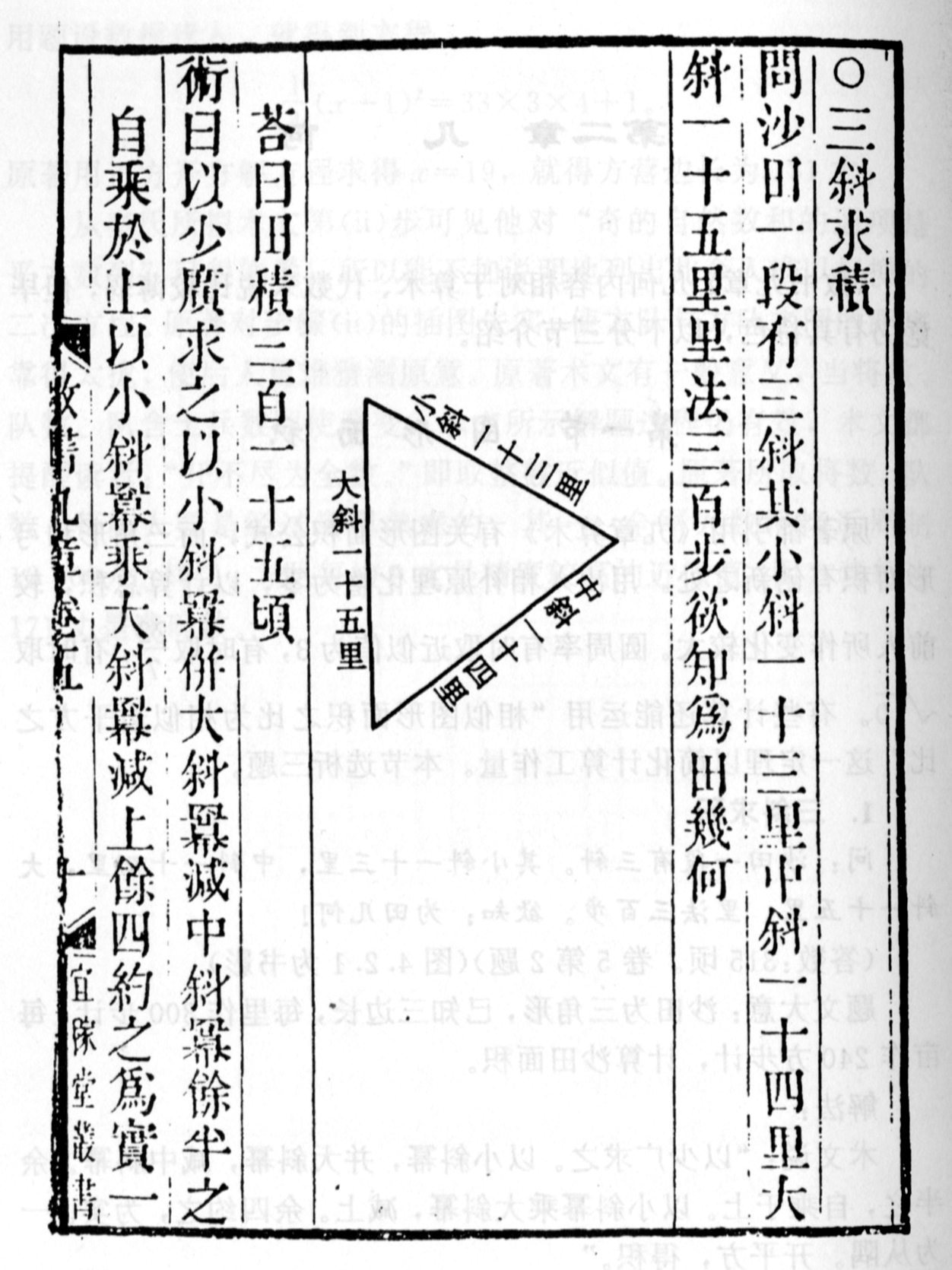
200141414141^2 +b^2 -c^2}{2} \right)^2}

这个公式和海倫公式是等价的。A>C>B